# Jan Michał Myśliszewski
Jan Michał Myśliszewski herbu Jastrzębiec – chorąży czernihowski w latach 1665-1697, rotmistrz piechoty kamienieckiej w 1653 roku, sędzia kapturowy województwa podolskiego w 1669 roku, dzierżawca klucza rzeczyckiego w ekonomii kobryńskiej w latach 1692-1696.. 
Poseł sejmiku kamienieckiego na sejm nadzwyczajny (abdykacyjny) 1668 roku. Jako poseł na sejm elekcyjny 1669 roku był elektorem Michała Korybuta Wiśniowieckiego z województwa podolskiego w 1669 roku. Poseł sejmiku podolskiego na sejm 1677 roku, sejm nadzwyczajny 1688/1689 i sejm zwyczajny 1692/1693 roku.
Był elektorem Augusta II Mocnego z województwa podolskiego w 1697 roku.